# Diva Starz
Diva Starz (Verballhornung von englisch Star Divas, Star-Diven) ist der Markenname für etwa 25 cm große Puppen der Firma  Mattel. Es gibt sie in verschiedenen Modellen und mit verschiedenen 'Persönlichkeiten'. Sie heißen Flo (braune Haare), Alexa (blonde Haare), Summer (rote Haare), Tia (schwarze Haare und dunkle Haut) und Miranda (blonde Haare).
Die Puppen sind in der Lage zu sprechen, wobei sie ihren Kopf bewegen und die Lippen aufleuchten. Mitgeliefert werden verschiedene Kleidungsstücke, die durch Sensoren erkannt werden können. So erkennt die Puppe auch, ob ihr das Kleid eines anderen Modells angezogen wurde. Sollte das der Fall sein, macht sie darauf aufmerksam. Außerdem gehört zu ihrem Zubehör ein Haustier, ein Tagebuch und ein Handy. Alle Gegenstände können an die rechte Hand der Puppe angesteckt werden. Sie reagiert auf den Gegenstand: beim Tagebuch beispielsweise wird sie eines ihrer  Geheimnisse erzählen.
Zu den Diva-Starz-Puppen gibt es ein Game-Boy-Spiel und ein PC-Spiel. Außerdem gibt es verschiedene Versionen der Puppen, wie zum Beispiel die „Leucht-Diva Starz“ oder die „Fashion-Diva Starz“.